# 7 (álbum de Triple Seven & Musiko)
7 es un álbum colaborativo del dúo Triple Seven y Musiko.
Este álbum es el séptimo álbum del dúo Triple Seven y el segundo de Musiko y cuenta con la participación de Any Puello.
Los sencillos que manejó el álbum fueron: «Enamorado» y «Ayer».

## Lista de canciones
| N.º | Título                                       | Duración |  |
| 1.  | «Ayer»                                       | 4:12     |  |
| 2.  | «Bye Adiós» (Musiko)                         | 3:16     |  |
| 3.  | «Enamorado» (Triple Seven)                   | 3:16     |  |
| 4.  | «Me Toca a Mi» (Triple Seven con Any Puello) | 4:36     |  |
| 5.  | «Re Re Reggaeton» (Pichie y Musiko)          | 3:33     |  |
| 6.  | «Te Amo» (Musiko)                            | 4:21     |  |
| 7.  | «Imposible» (Pichie)                         | 4:15     |  |
| 8.  | «Frío Caliente» (Triple Seven)               | 3:22     |  |
| 9.  | «Tus Huellas» (Musiko)                       | 4:21     |  |
| 10. | «El Final»                                   | 4:21     |  |
| 11. | «Mi Doctor» (Pichie)                         | 3:56     |  |
| 12. | «Contigo» (Aby)                              | 3:46     |  |
| 13. | «Sobreviviré»                                | 3:57     |  |

## Remezclas
| N.º | Título                                                                | Duración |  |
| 1.  | «Re Re Reggaeton (Remix)» (con Manny Montes, Michael Pratts y Jaydan) | 4:21     |  |

## Vídeos
| Fecha de lanzamiento | Título                       | Director             |
| -------------------- | ---------------------------- | -------------------- |
| 8 de mayo de 2013    | Ayer (Triple Seven & Musiko) | Billy "Musiko" Pérez |
| 29 de enero de 2014  | Tus Huellas (Musiko)         | Billy "Musiko" Pérez |
| 9 de julio de 2015   | Enamorado (Triple Seven)     | Billy "Musiko" Pérez |